# IC 3201
 IC 3201 ist ein Galaxienpaar vom Hubble-Typ E/P im Sternbild Coma Berenices am Nordsternhimmel. Es ist schätzungsweise 844 Millionen Lichtjahre von der Milchstraße entfernt.
Das Objekt wurde am 23. März 1903 von Max Wolf entdeckt.